# Комірка Гадлі

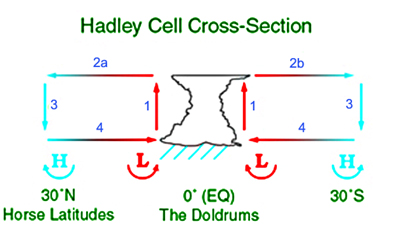
Структура комірки Гадли у перерізі

Комірка Гадлі — елемент циркуляції земної атмосфери у тропічних широтах. Вона характеризується висхідним рухом повітряних мас у зоні екваторіальної конвергентної зони біля екватора, горизонтальним потоком (вітром) до полюсів на висоті 10-15 км, низхідним рухом в зоні субтропічного хребта на кінських широтах і потоком у напрямку до екватора біля поверхні. Циркуляція повітря у цій комірці приводить до утворення таких явищ як пасати, антипасати, субтропічні пустелі і висотні струменеві потоки.

## Механізм
Основна рушійна сила атмосферної циркуляції — це енергія сонця, яка в середньому нагріває атмосферу більше у екватора і менше біля полюсів. Атмосферна циркуляція переносить енергію у напрямку до полюсів, таким чином зменшуючи градієнт температур між екватором і полюсами. Механізм, за допомогою якого це реалізується, дещо розрізняється в тропічних і поз-за тропічні широтах. Між 30° пн.ш. і 30° пд.ш. головний внесок до цього транспорту енергії здійснюється за рахунок відносно простої циклічної циркуляції. Повітря піднімається біля екватора, переноситься у напрямку до полюсів біля тропопаузи, опускається в субтропіках і повертається до екватора на поверхні. Тропічна циркуляційна комірка, що містить у собі цей відносно замкнутий рух повітря, називається коміркою Гадлі. Хоча у високих широтах існують подібні вертикальні комірки, комірка Феррела і полярна комірка, вертикальний рух повітря у них набагато слабкіший ніж у комірці Гадлі, тому більший внесок до процесів переміщення теплого повітря у напрямку до полюсів мають циклони та антициклони, що відповідають за рух повітря в горизонтальній площині.
У районі тропопаузи, де повітря переміщається у напрямку до полюсів, воно відчуває дію сили Коріоліса, яка повертає вітер праворуч у Північній півкулі і ліворуч у Південній, утворюючи антипасати, спрямовані із заходу на схід, сконцентровані у вигляді висотних струменевих потоків. Аналогічно біля поверхні, повітря, що повертається до екватора, відхиляється на захід, утворюючи приповерхневі східні вітри — пасати.

## Вплив на клімат
Оскільки вертикальний рух повітря у комірці Гадлі найсильніший, саме ця комірка має найбільший ефект на клімат на її межах. В районі екваторіальної конвергентної зони повітря піднімається угору, що приводить до його адіабатичного охолодження, збільшення відносної вологості та випадання вологи у вигляді опадів. В результаті ця зона характеризується постійними грозами та найряснішими опадами на Землі.
Навпаки, в зоні субтропічного хребта на широтах близько 30 градусів північної та південної широти, повітря, що вже втратило більшу частину вологи, опускається та нагрівається, зменшуючи відносну вологість, в результаті чого стає дуже сухим. В результаті, субтропічна зона характеризується загалом посушливим кліматом і дуже невеликою кількістю гроз. Саме в зоні типового знаходження субтропічного хребта знаходиться більшість великих пустель Землі.